# 中国航空器材集团
中国航空器材集团有限公司（China Aviation Supplies Holding Company (CASC)）简称中国航材、中航材，组建于2002年10月，是国务院国有资产监督管理委员会管理的中央企业，主要从事飞机采购及航空器材保障业务。中国大陆地区民用飞机外购基本上都经过该公司采购。

## 组建
该公司的前身是中国航空器材公司，1980年10月经国家进出口管理委员会批准成立，是中国民航系统成立的第一家公司。1996年3月更名为中国航空器材进出口总公司。2002年10月，民航运输及服务保障企业联合重组，成立了三家航空运输集团公司和三家航空服务保障集团公司，中国航空器材进出口集团公司作为三家航空保障集团公司之一，经国务院批复正式组建。2007年12月更名为中国航空器材集团公司。该公司于2017年完成改制，建立了现代企业制度下的董事会管理体系，更名为中国航空器材集团有限公司。